# Monumento a Bismarck en Berlín
El Monumento nacional a Bismarck (en alemán: Bismarck-Nationaldenkmal), ubicado en el Tiergarten en Berlín, es una prominente estatua dedicada a Otto von Bismarck, primer ministro del reino de Prusia y el primer canciller del Imperio alemán. Fue realizada en bronce y granito rojo por Reinhold Begas en 1901. Esta fue la última gran obra del eminente escultor. El monumento mide 20 metros de ancho, 15 metros de alto y 12 metros de profundidad.
El pedestal está hecho de granito rojo y sobre él se alza la estatua, de 6,6 metros de altura. En la mano izquierda, Bismarck sostiene un sable y en la mano derecha toca el documento que da por creado el Imperio alemán.
El gran monumento muestra al canciller Bismarck en su traje ceremonial de canciller sobre las estatuas de:
- Atlas, al centro, que simboliza la grandeza de las obras de Bismarck.
- Germania (o alegoría del estado), a la derecha, con una pantera bajo su pie, simbolizando el poder contra los enemigos del estado.
- Sibila, a la izquierda, sobre una esfinge, leyendo del libro de la Historia, símbolo de la importancia histórica de Bismarck.
- Sigfrido, detrás, forjando una espada para mostrar el poderío industrial y militar de Alemania.

Este monumento y la Columna de la victoria de Berlín, estaban originalmente ubicados frente al Reichstag, pero fueron desplazados al Tiergarten en 1938. El cambio de lugar probablemente salvó al monumento de la destrucción total durante la Segunda Guerra Mundial, ya que el jardín frente al Reichstag fue completamente destruido durante la batalla de Berlín en 1945.
- Datos: Q679124
- Multimedia: Bismarck-Nationaldenkmal / Q679124